# Damon (serie televisiva)
Damon è una serie televisiva statunitense creata da Leo Benvenuti, Steve Rudnick e Damon Wayans, per il network Fox. La serie andò in onda dal 22 marzo al 20 luglio 1998.

## Episodi
| Stagione       | Episodi | Prima TV originale | Prima TV Italia |
| -------------- | ------- | ------------------ | --------------- |
| Prima stagione | 13      | 1998               | inedita         |

## Personaggi ed interpreti
- Damon, interpretato da Damon Wayans
- Bernard, interpretato da David Alan Grier
- Captain Carol Czynencko, interpretata da Andrea Martin
- Stacy Phillips, interpretata da Melissa De Sousa
- Carrol Fontain, interpretato da Dom Irrera
- Jimmy Tortone, interpretato da Julio Oscar Mechoso
- Billy Cavanaugh, interpretato da Greg Pitts
- Tracy, interpretata da Veronica Webb
- Brandon, interpretato da Devon Alan
- Mrs Himmelstein, interpretata da Wil Albert